# Yedikule
Yedikule (Zamek Siedmiu Wież, gre.: καστέλλιον) – zamek w Stambule w Turcji. Stanowi część murów miejskich dawnego Konstantynopola.
Jeszcze przed wzniesieniem murów miejskich cesarz Teodozjusz I wzniósł w miejscu dzisiejszej twierdzy łuk triumfalny. Został on w latach 413–439 włączony do budowanych murów miejskich i stał się miejscem świętowania zwycięstw. Wieża przy bramie została obłożona marmurem, ozdobiono ją posągami z brązu i złota, a wrota złotem i odtąd nazywano ją „Złotą Bramą”. Była ona przeznaczona wyłącznie dla cesarza. U schyłku Bizancjum brama została zamurowana, by ułatwić obronę miasta.
Pierwsza forteca za „Złotą Bramą” została wybudowana za panowania Jana I Tzimiskesa. Zwano go Pentapyrgion, ponieważ posiadał pięć wież. W trakcie czwartej wyprawy krzyżowej fort uległ zniszczeniu. Jan VI Kantakuzen w 1350 odbudował go. Fort zdobiło pięć wież, co wraz z dwiema wieżami „Złotej Bramy” dawało siedem, stąd nazywano go Heptapyrgion (Siedem Wież). W 1391 Jan V Paleolog został zmuszony przez sułtana Bajazyda I do zburzenia fortecy w zamian za nieoślepienie syna Jana V – Manuela. W 1434 za panowania Jana VIII Paleologa próbowano odbudować twierdzę, zostało to udaremnione przez sułtana Murada II.
Po zdobyciu Konstantynopola sułtan Mehmed II Zdobywca odbudował twierdzę wraz z siedmioma wieżami: cztery wieże po wewnętrznej stronie murów oraz trzy po zewnętrznej. Twierdza zwana była odtąd Yedikule Hisar (Forteca Siedmiu Wież). Za panowania Mehmeda II forteca pełniła funkcję skarbca i najbardziej wysuniętej strażnicy miasta. Za panowania Murada III skarbiec został przeniesiony do pałacu, a zamek do 1831 była więzieniem dla mężów stanu i posłów.

Po przegranej w 1620 roku wojsk Rzeczypospolitej w bitwie pod Cecorą w twierdzy przez trzy lata więziono Stanisława Koniecpolskiego, wówczas hetmana polnego koronnego. Wykupiło go dopiero w 1623 wielkie polskie poselstwo na czele z Krzysztofem Zbaraskim. W Yedikule w dniu 27 czerwca 1622 roku na polecenie sułtana zamordowano słynnego polskiego dowódcę Samuela Koreckiego herbu Pogoń.

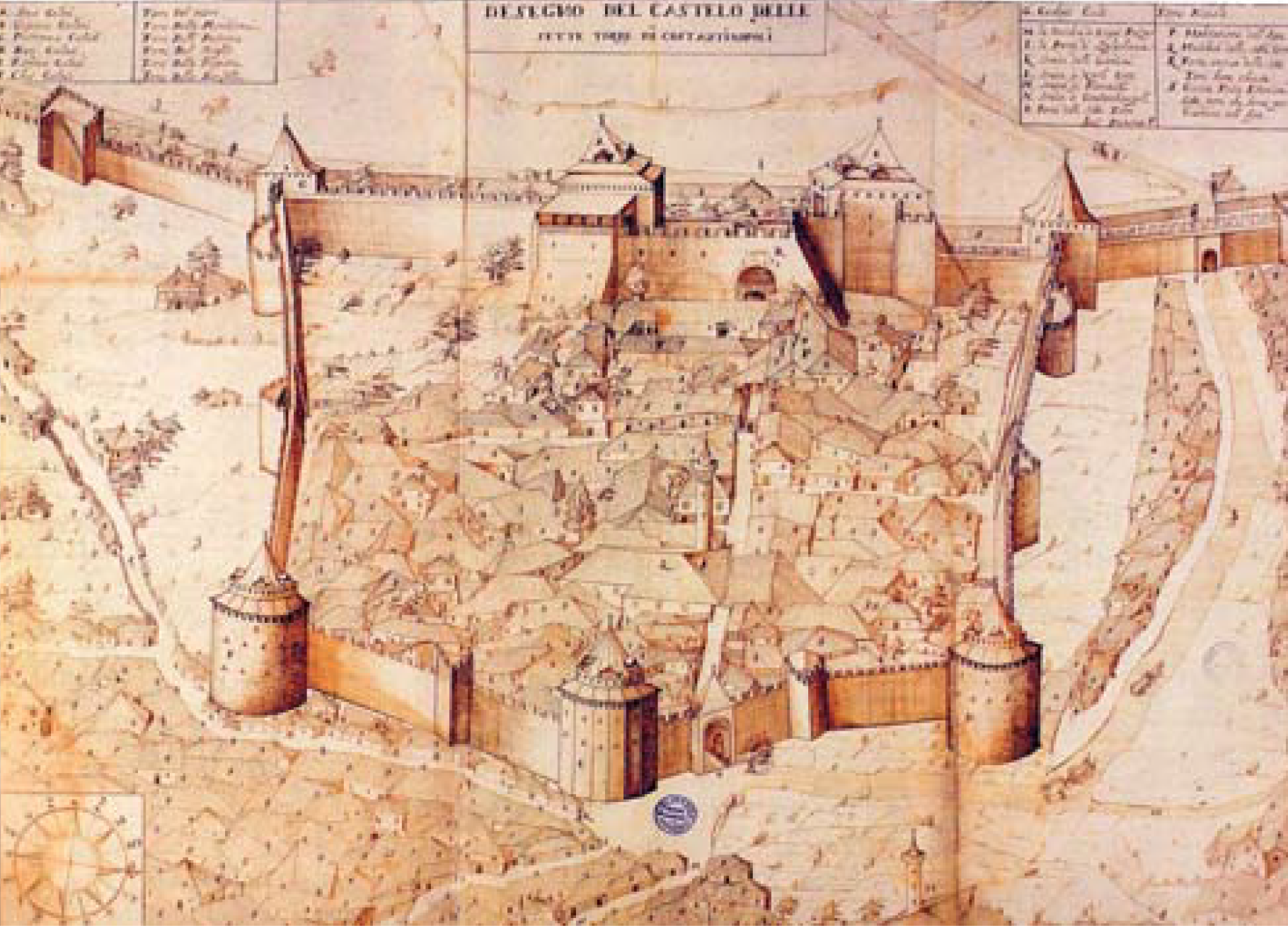
Zamek około 1660 roku
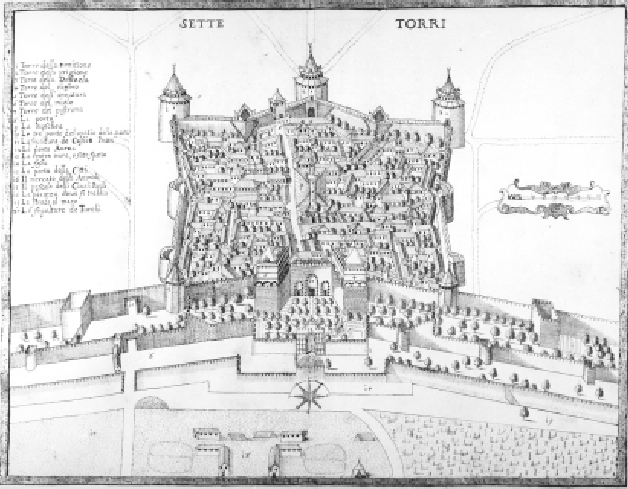
Zamek w 1685
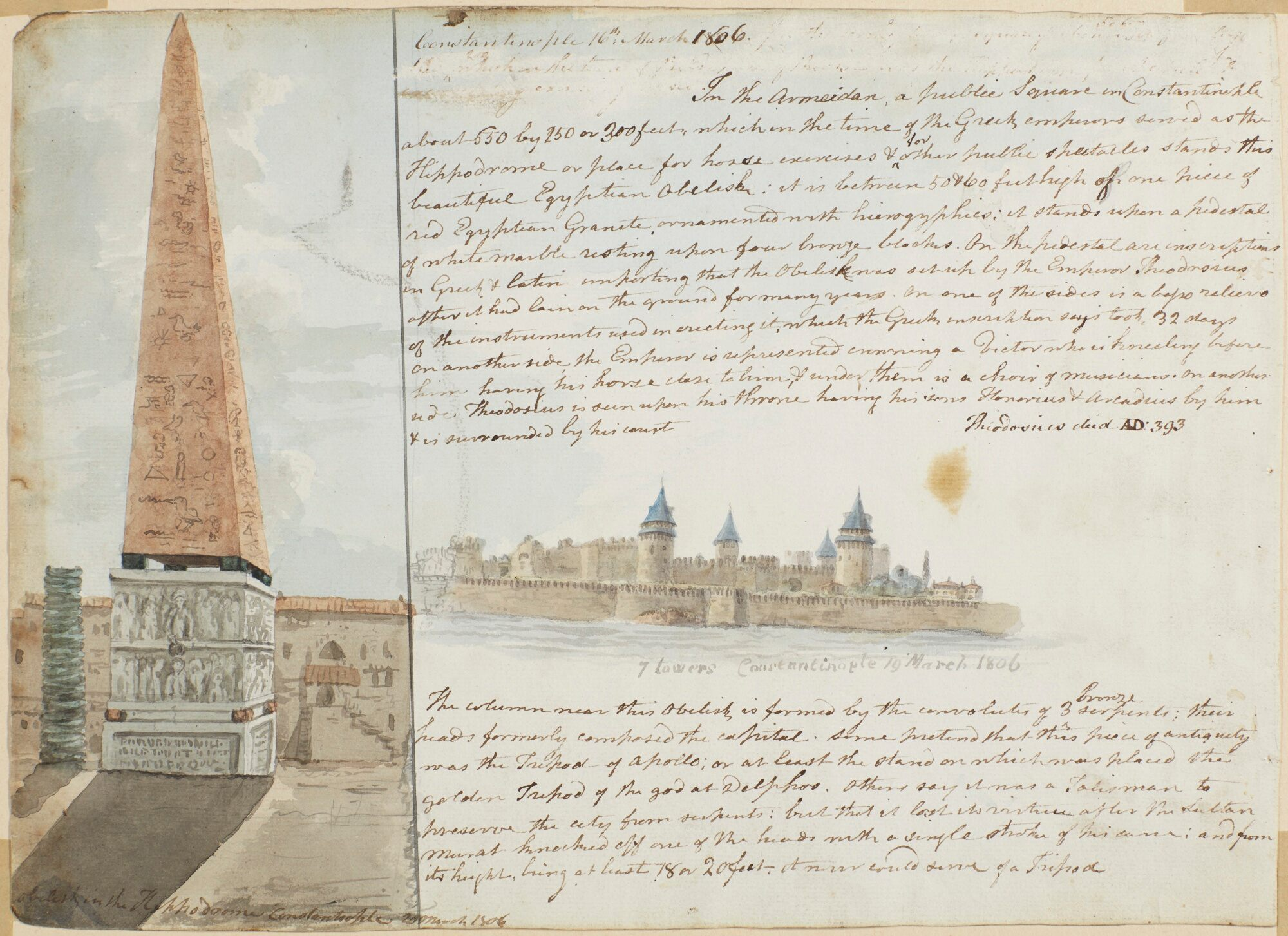
Zamek w 1806, autor James Weir
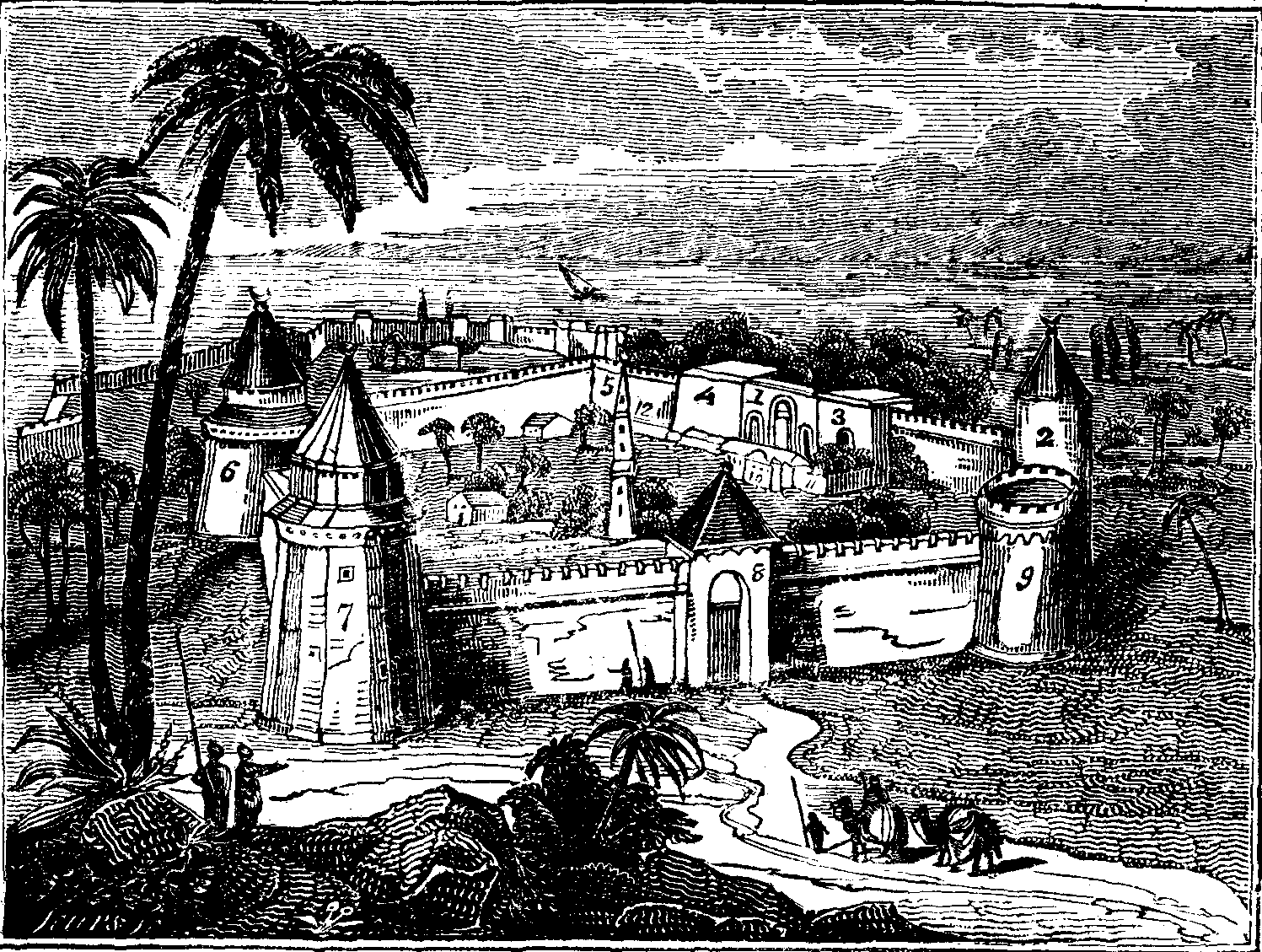
Zamek "Siedmiu Wież", 1827
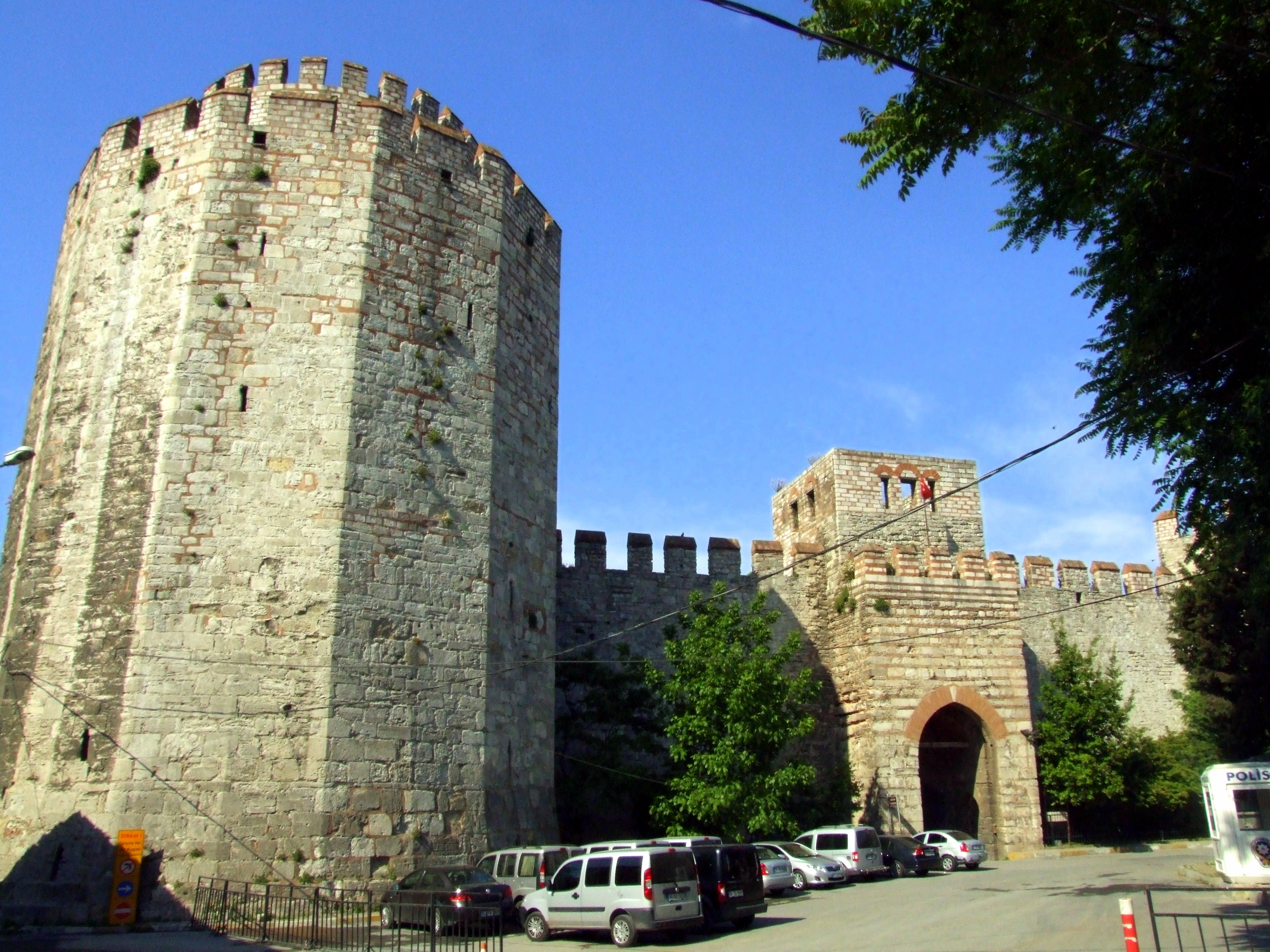
Brama od strony miasta i wieża narożna
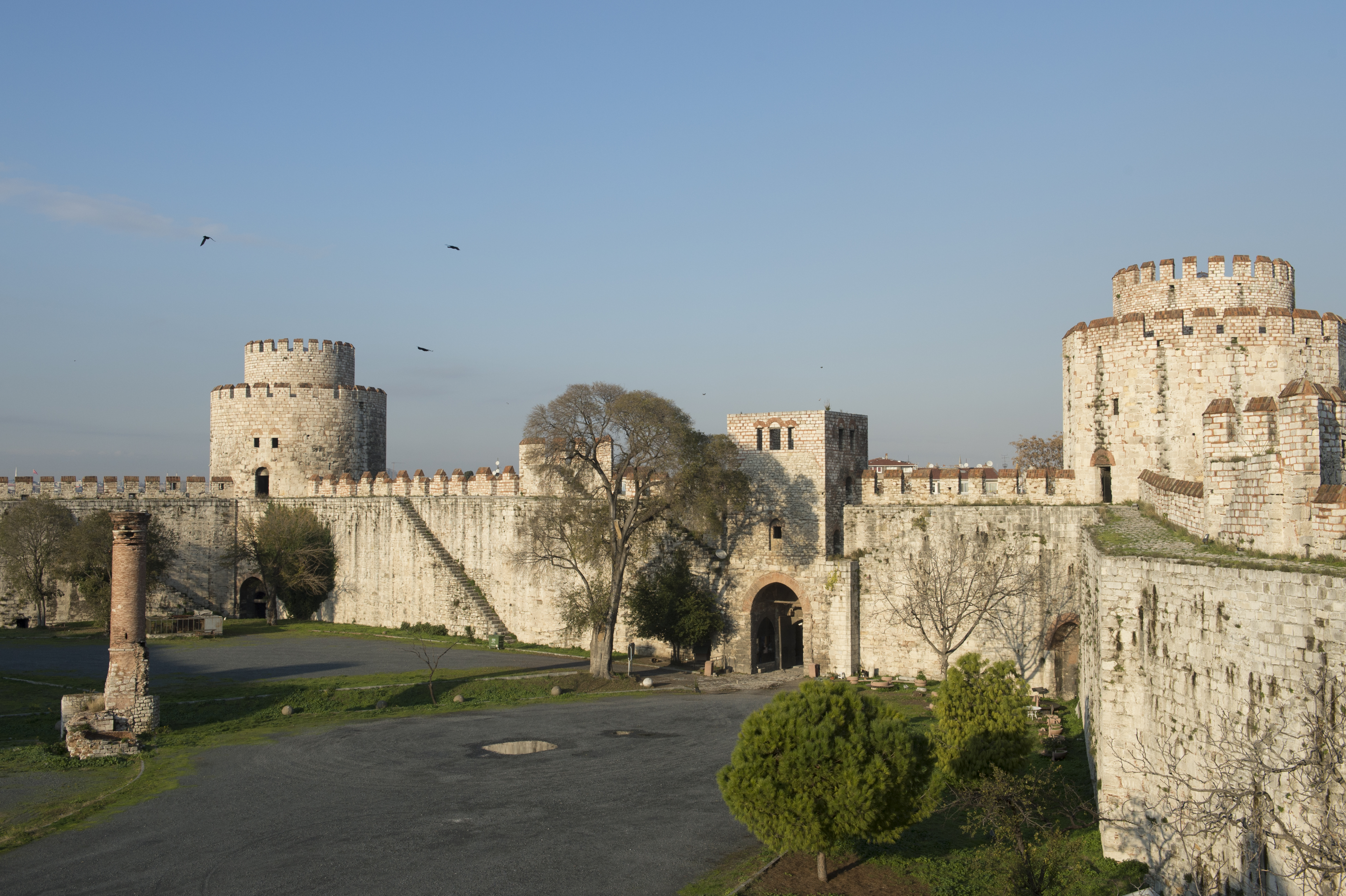
Dziedziniec
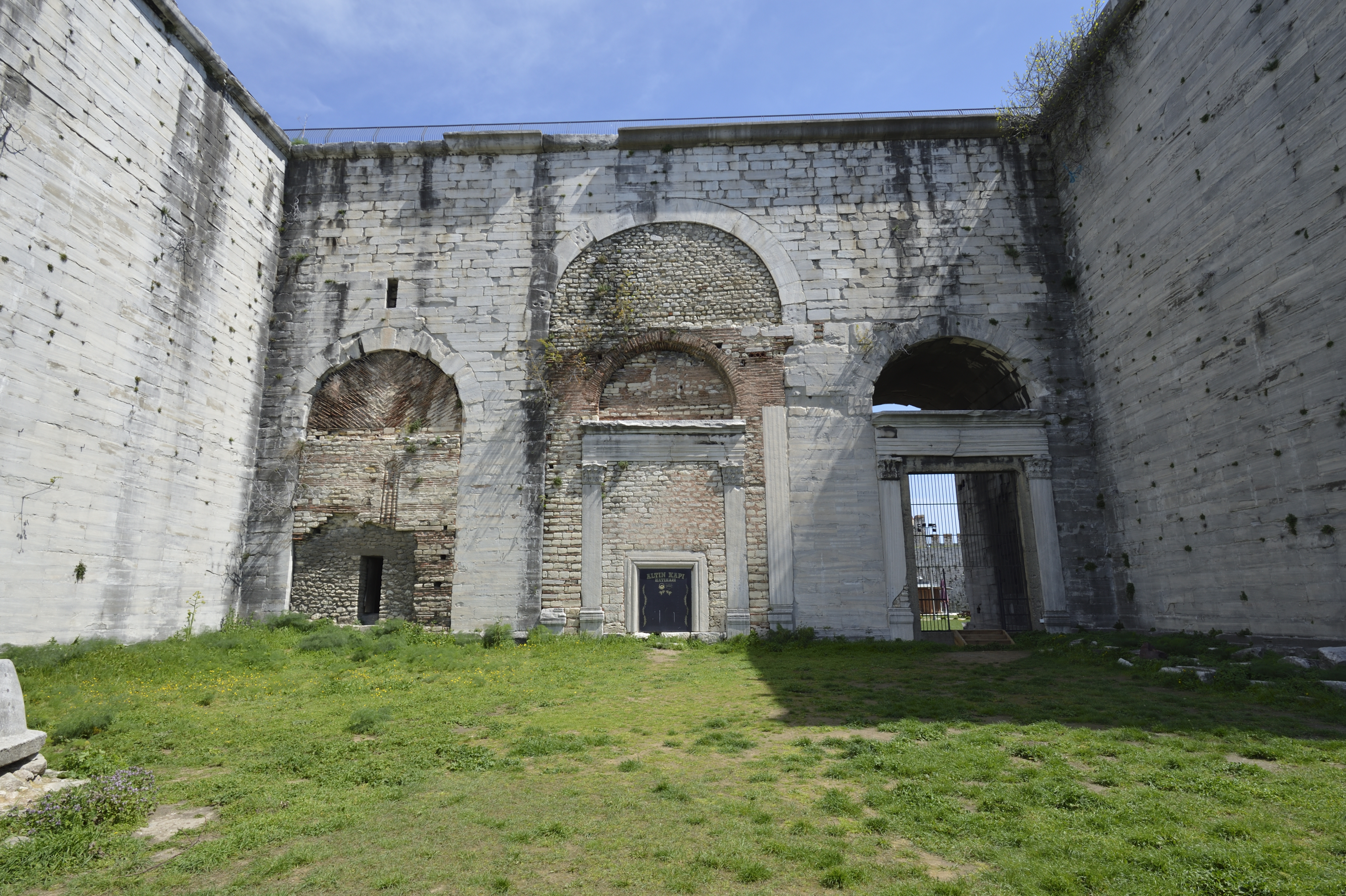
Złota Brama
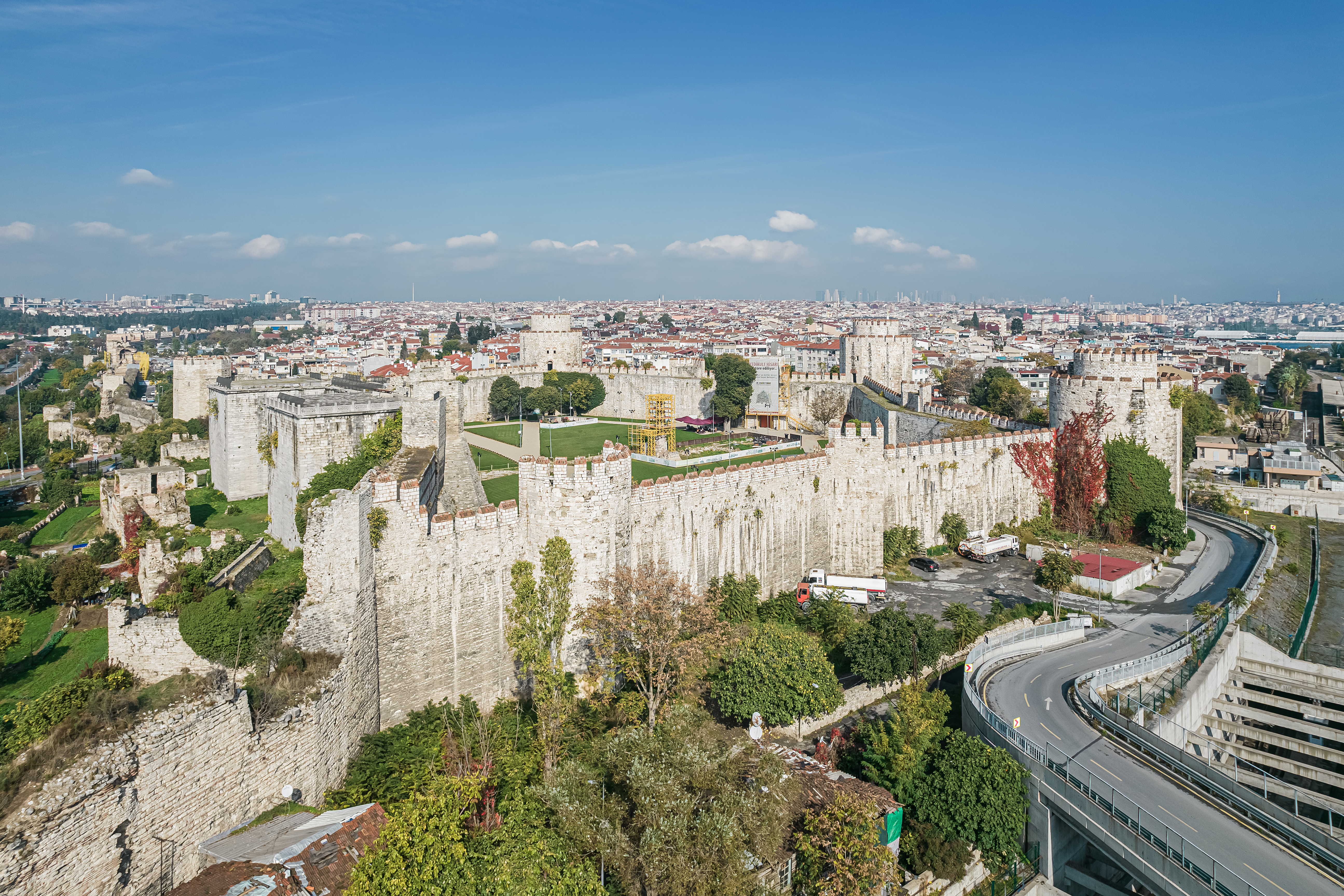
Zamek Yedikule
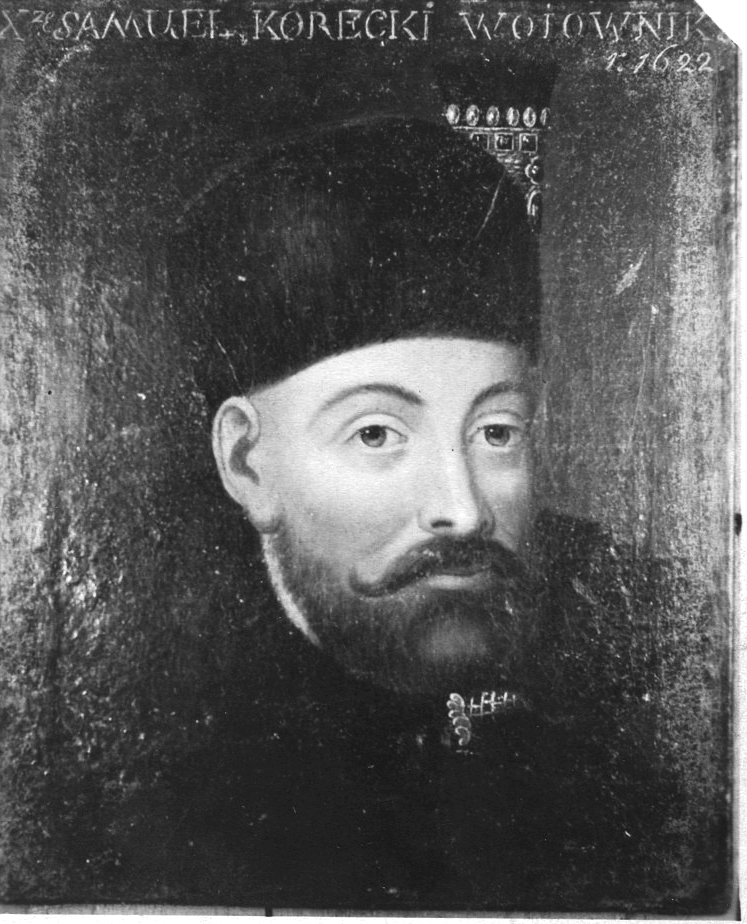
pułkownik Samuel Korecki